# Robert Czyżewski

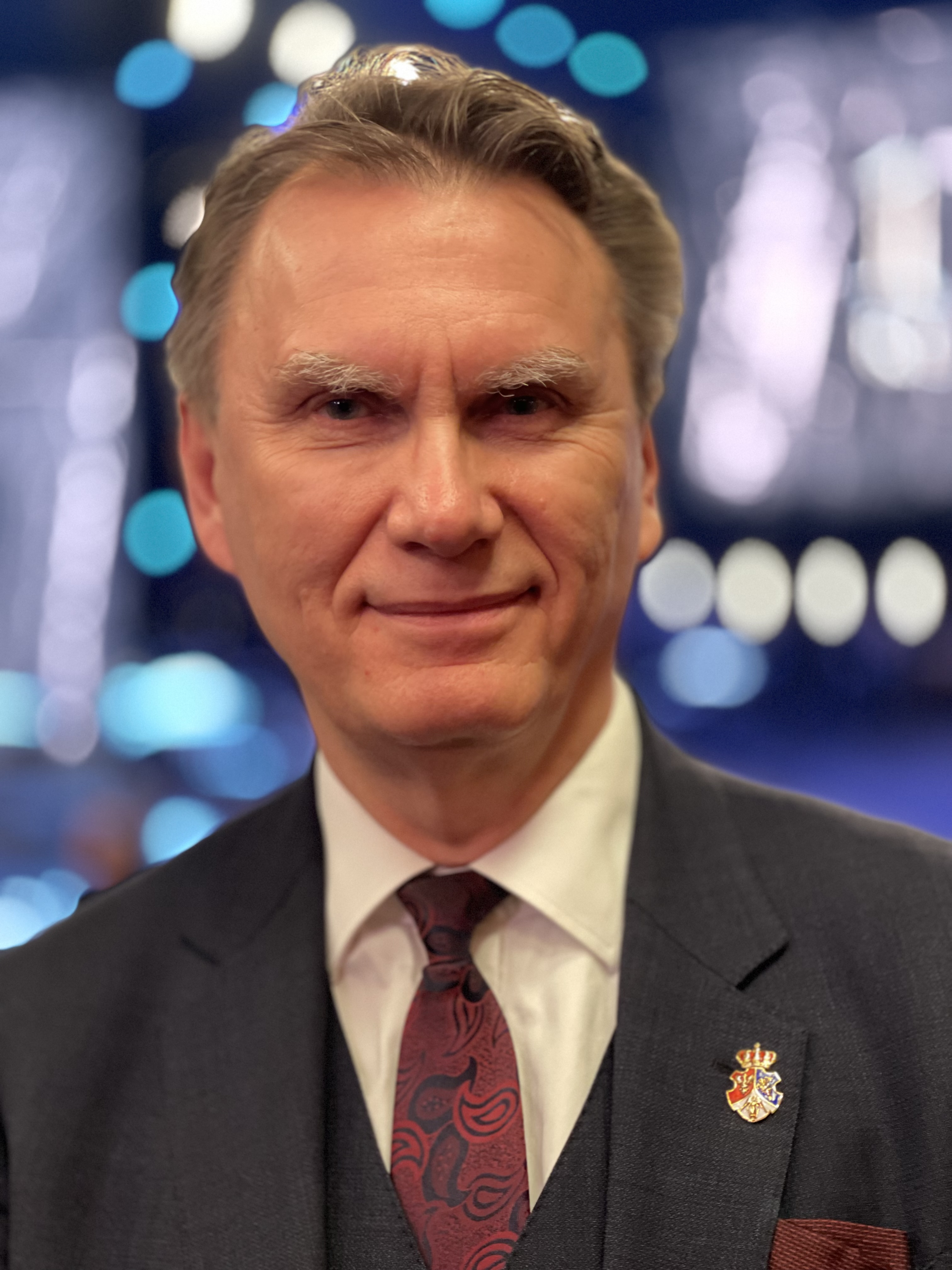
Robert Czyżewski

Robert Marek Czyżewski (ur. 18 czerwca 1966 w Warszawie) – historyk i dyplomata, absolwent Wydziału Historii Uniwersytetu Warszawskiego, działacz pozarządowy. Wieloletni prezes fundacji Wolność i Demokracja. Od lipca 2020 do 2024 dyrektor Instytutu Polskiego w Kijowie.
Przez wiele lat pracował jako nauczyciel historii i wychowawca młodzieży w warszawskim liceum.